# Sebahattin Öztürk
Sebahattin (Sabahattin) Öztürk, (* 6. ledna 1969 v Sivasu, Turecko) je bývalý turecký zápasník – volnostylař. Začínal s tradičním tureckým olejovým zápase. V 15 letech se orientoval na olympijský volný styl. Připravoval se v Ankaře pod vedením Yakupa Topaze. V turecké seniorské reprezentaci se pohyboval od roku 1989. V roce 1992 startoval na olympijských hrách v Barceloně. Hned v prvním kole skupiny B prohrál s americkým mistrem světa Kevinem Jacksonon a ve skupině skončil na třetím místě. V zápase o celkové páté místo se utkal s Čechoslovákem Jozefem Lohyňou a po porážce obsadil 6. místo. V roce 1996 se účastnil olympijských her v Atlantě a opět nezvládl vstup do turnaje. Po porážce s Ruslanem Chinčagovem spadl do oprav, ve kterých však chytil druhý dech a postoupil až do boje o třetí místo. Vyrovnaný zápas proti Íránci Amír'rezá Chádemovi museli rozhodnout sudí a ti se přiklonili na stranu soupeře. Obsadil 4. místo. Sportovní kariéru ukončil koncem roku 1997. Věnuje se trenérské práci a podniká. V roce 2011 byl odsouzen za podvody na 4 měsíce do vězení.